# Памятник героям-комсомольцам Гатчины
Памятник героям-комсомольцам в Гатчине — памятник двадцати пяти комсомольцам-подпольщикам, расстрелянным здесь в период немецкой оккупации.
В период немецкой оккупации города Красногвардейска, 30 июня 1942 года на заборах и стенах домов оккупационной администрацией были вывешены объявления с сообщением о расстреле арестованных комсомольцев-подпольщиков в количестве 25 человек. Расстрел был произведён у каменной стены парка Сильвия, близ Сильвийских ворот. Здесь же трупы расстрелянных и были закопаны. Рядом , в бывшем доме летного состава на Красноармейском проспекте , находилась немецкая оккупационная тайная политическая полиция – Гестапо. Расстрелы советских граждан, узников Гестапо, проводились прямо у каменной парковой стены.
После войны, в 1960-е годы коллективом в составе архитектора В. С. Васильковского, скульпторов А. А. Королюка и В. С. Иванова был разработан проект памятника, посвящённого погибшим комсомольцам-подпольщикам, для его установки на месте расстрела и захоронения.
29 октября 1968 года (в 50-летнюю годовщину ВЛКСМ) в торжественной обстановке было произведено открытие памятника.
Памятник состоит из большой мемориальной доски, украшенной металлическими венками и вделанной в стену, с надписью:
```

```

ПАМЯТИ ГЕРОИЧЕСКИ ПОГИБШИХ 30 ИЮНЯ 1942
25 ГАТЧИНСКИХ КОМСОМОЛЬЦЕВ ПОДПОЛЬЩИКОВ
НАДЕЖДА ФЕДОРОВА — АЛЕКСАНДРА ДРЫНКИНА — ЕВДОКИЯ ПОТАПОВА — КАТЯ ШИЛОВА — ВАЛЯ ДМИТРИЕВА — ИГОРЬ ИВАНОВ — ИВАН МАКСИМКОВ — ЮРИЙ ЧЕРНИКОВ — АЛЕКСЕЙ НИКОЛАЕВ — МИША ЗАВАЛЕЙКОВ — АЛЕКСЕЙ ОРЛОВ — АЛЕКСЕЙ КУПРИЯНОВ — БОРИС СОКОЛОВ — АНАТОЛИЙ БАРИНОВ — МИША ЛЕБЕДЕВ — МИША МАТВЕЕВ — ИВАН КЛОЧЬЕВ — СЕРГЕЙ СТЕПАНОВ — ЕВГЕНИЙ КРУШЕЛЬНИЦКИЙ — БОРИС МАВРИНСКИЙ — ГРИГОРИЙ ГОРБАЧЕВ — КОЛЯ АЛЕКСАНДРОВ — ВАСИЛИЙ РАЕВСКИЙ — КОСТЯ ЛОВИНЕЦКИЙ — АЛЕКСАНДР ГОЛОЛОБОВ

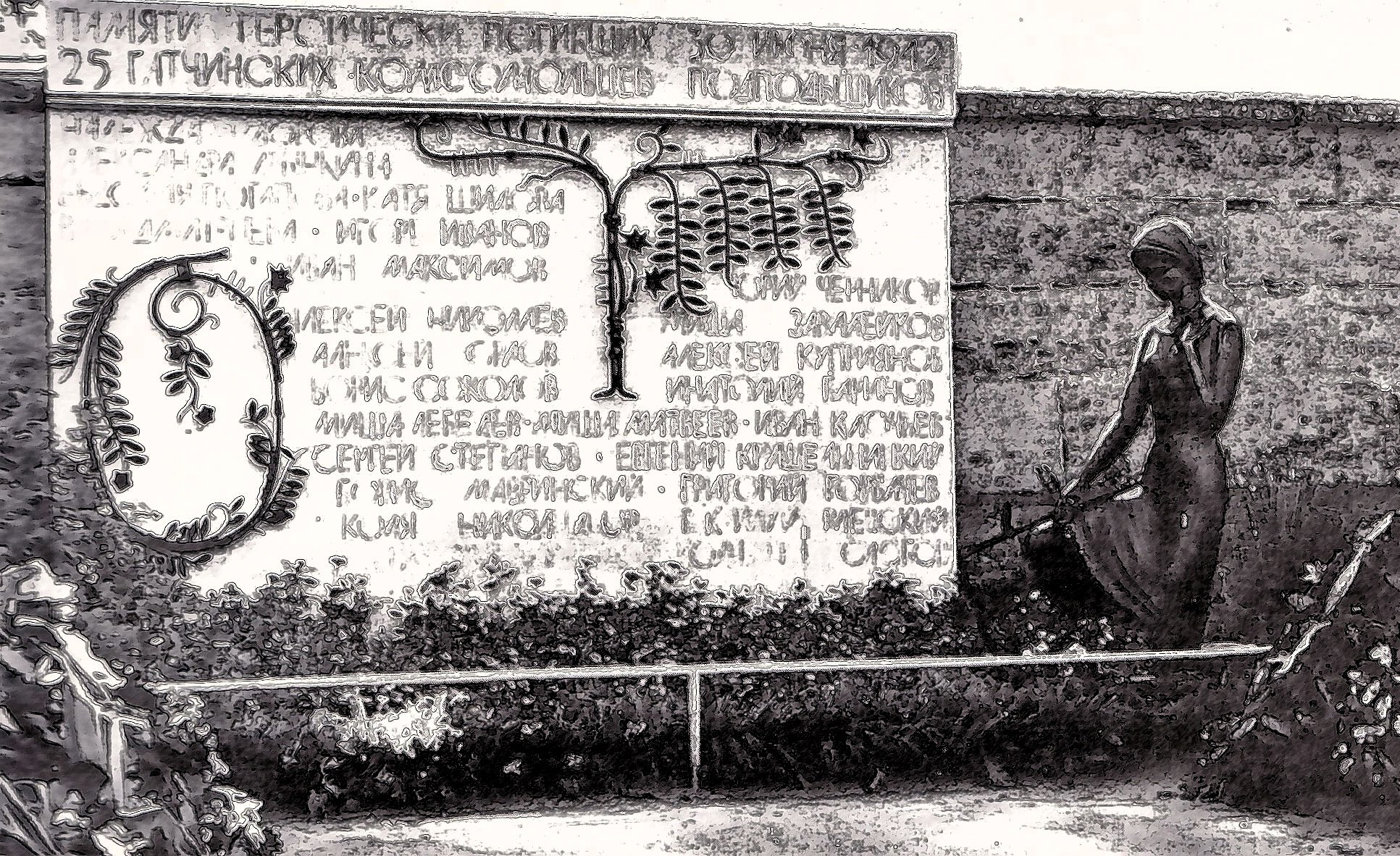
Памятник комсомольцам-подпольщикам в 1980-е годы

Возле мемориальной доски на постаменте — металлическая скульптура девушки, склонившей голову над могилой подпольщиков. Площадка перед памятником выложена плитами, по бокам обсажена елями.
Изначально мемориальная доска была светлой, с темными буквами надписей; перед доской располагалась небольшая клумба, огороженная тонкими перилами. В начале XXI века памятник был реконструирован: мемориальная доска стала тёмной, буквы надписей теперь белые. Постамент с девушкой перенесён подальше от доски. Клумба убрана; теперь здесь находится решётка для возложения цветов. Памяти о расстрелянных подпольщиках посвящён один из барельефов стелы «Город воинской славы».